# Cálenches
Cálenches (Calen, Calenes, Caleuches).- jedna od izumrlih skupina Alacalufan Indijanaca koje je u domorodačko doba (16. stoljeće) obitavalo na Golfo de Penas u Čileu, odakle su ih misionari prebacili na Estuario de Calén, uz južnu obalu otoka Chiloé. Cálenches su, slično poput njihovih rođaka Alacalufa i Taíjatafa, bili sakupljači i ribari uz obalu oceana. 

## Vanjske poveznice
- EL CALEUCHE  Arhivirana inačica izvorne stranice od 17. srpnja 2006. (Wayback Machine)